# История Новосибирского метрополитена
История Новосибирского метрополитена.

## Обсуждение и проектирование

### 1946—1962 годы. Первые идеи о метро
В 1946 году страна строилась и возвращалась в мирную жизнь после недавно закончившейся войны. Группе специалистов поручается разработать Генеральный план Новосибирска. В эту группу, руководимую И. И. Соколовым-Добревым, вошли известные специалисты — архитекторы, экономисты, инженеры. Через восемь лет, в 1954 году, группой было разработано и предложено три различных варианта плана развития города. Они различались тем, что каждый был ориентирован на свою перспективную численность города. Так, один из вариантов был разработан под развитие города с 1,2 млн человек. Но в постоянно развивающемся городе пассажиропоток всё время возрастал и каким-то образом необходимо было его обслуживать, в том числе и учесть перспективу.
В ходе работ авторы генерального плана выяснили, что проблему может решить внеуличный вид транспорта и приняли решение зарезервировать под него городские территории. В результате метрополитен присутствовал во всех трёх разработанных группой проектировщиков вариантах. Согласно этим вариантам, трасса метро должна была пройти от НАПО им. Чкалова в центр города. Затем трасса метро направилась бы через центр Октябрьского района. После чего должна была идти к заводу «Сибсельмаш» — через центр левобережной части города. Тем не менее, ни один из трёх разработанных проектировщиками вариантов не был в то время утверждён. После чего о метро на некоторое время забыли. Единственные работы по Новосибирскому метро велись студентами НИИЖТа (ныне СГУПС). Им с 1950-х годов преподаватели институтской кафедры «Мосты и тоннели» стали давать проектные задания по участкам метрополитена.

### 1962—1968 годы. Постановка вопроса
Вновь вопрос о проектировании подземного метрополитена был поставлен в 1962 году. Тогда предстояло разработать новый план развития Новосибирска. И инициатива сооружения в городе метро принадлежала председателю городского исполнительного комитета И. П. Севастьянову и главному архитектору Л. Н. Михалёву, руководившему разработкой генерального плана. 9 июля 1962 года в Новосибирске как раз родился миллионный житель, а сам город к тому моменту стал крупным центром промышленности, культуры и науки. Одной из наиболее острых его проблем была проблема массовых пассажирских перевозок.
Как выяснили проектировщики, при помощи традиционных видов городского общественного транспорта данная проблема не решалась — в существующих городских условиях (одноуровневые узкие улицы, застройка и плотные потоки в центре) эффективность традиционного транспорта будет в 3 раза ниже его технических возможностей (автобус — 20 км/час; трамвай и троллейбус — 16 км/час). И скоростной внеуличный вид транспорта, по утверждению проектировщиков, очень бы помог городу в решении проблем. В 1963 году представители из институтов СибЗНИИЭП и «Новосибпроект» выезжают в длительную командировку в столицу, для получения методических указаний по сооружению метро.
Специалисты побывали и в Моспроекте, и в НИИ градостроительства, и в ряде других учреждений. Сибирские градостроители, изучив множество документов, пришли к выводу, что город к строительству метро ещё не готов. В 1965 году группа руководящих работников города официально отправляется в Госплан РСФСР. Работники пытались добиться включения метрополитена в новый Генеральный план города. В республиканском плановом ведомстве представителей города внимательно выслушали и рассмотрели все представленные документы. И обещали всячески помочь и поддержать. Однако до решения дело не дошло. В 1968 году Советом Министров РСФСР утверждается разработанный Генплан города. В нём не содержалось и намёка на метрополитен.
Тем не менее, градостроителями был внесён в генплан раздел «Строительство метрополитена». После чего специалисты научных и проектных учреждений, несмотря на малоубедительное в то время обоснование и отсутствие сроков и трассировок, документ утвердили. С утверждением документа было официально закреплено, что городу нужен скоростной вид транспорта. Теперь, чтобы реализовать заложенные в генеральном плане идеи, предстояло выполнить большой объём научно-исследовательских работ. А тем временем город продолжал расти, ежегодно увеличивалась протяжённость его улиц и увеличивался поток транспорта. Одной из основных проблем стал Октябрьский мост и всё чаще возникающие в этом месте пробки — как на самом мостовом переходе, так и на въездах. Власти взялись за решение транспортной проблемы.

### 1968—1972 годы. Комплексная схема и первый проект
В 1968 году городские власти поручают проектному институту «Новосибгражданпроект» (до этого «Новосибпроект») разработать на основе утверждённого генплана комплексную схему развития транспорта, а также показать целесообразность (со сроками) сооружения метро в городе Для разработки схемы при институте была организована специальная группа. Специалистам группы в ходе работы над комплексной схемой предстояло исследовать расселение и перемещение жителей (в пределах города), интенсивность движения наземного общественного транспорта, а также выявить самые перегруженные участки магистралей.
Работа над схемой велась в течение двух лет под руководством В. Я. Борисовского из отдела транспортных проблем института. Исследования специалистов показали, что самым узким участком на городских магистралях был Коммунальный мост. Также исследования показали, что с вопросом о возведении в городе метрополитена отправляться в Совет Министров и Госплан было ещё рано. Кроме того, городу был необходим второй автомобильный мост, проект которого стал главной целью и отодвинул сооружение метрополитена. В конце 1970 года разработка «Схемы развития городского транспорта Новосибирска до 2000 года» была завершена и 15 февраля следующего года её передали на рассмотрение и согласование вначале в городской, а затем в областной исполком.
Согласно разработанной в институте схеме, Новосибирский метрополитен включал три линии (Ленинскую, Кировскую и Дзержинскую) общей протяжённостью 52 км с 36 станциями. В местах пересечения линий были запланированы четыре пересадочных узла (3 на правом берегу и 1 на левом), что позволило бы пассажирам при любом направлении поездки не совершать более одной пересадки.
После всех согласований и экспертиз в республиканском Госстрое и Госпланах (республиканском и союзном) схему принимают, но с существенными замечаниями. Замечания комиссий заключались в необходимости проработки 1-й очереди строительства, в сроках и ценах. Уже осенью началась доработка проекта. Одновременно проектные и исследовательские организации города выполняли работы для прокладки будущей трассы и определения её направления. К концу того же 1971 года работы по корректировке проекта были закончены. После чего проектная документация была отправлена вновь в Москву, на экспертизу. Члены экспертной комиссии после приезда в Новосибирск одобрили скорректированный проект. Документацию рассмотрели и утвердили в Совете Государственной экспертизы союзного Госплана. Высокие оценки получил проект и на состоявшемся совместном заседании двух республиканских министерств: автомобильного транспорта и жилищно-коммунального хозяйства. Леонид Ильич Брежнев, приехавший в августе 1972 года в город, на областном заседании дал обещание рассмотреть совместно с Советом Министров СССР вопрос о сооружении в Новосибирске метрополитена.

### 1974—1978 годы. Окончательный проект
Тем не менее, несмотря на высокие оценки и одобрения, были и проблемы. Главным заказчиком метрополитена выступало МПС СССР. Оно не считало в качестве «законных» по части метрополитенов документы с печатями «Новосибгражданпроекта». И потребовало от головного института «Метрогипротранс» переделать разработанное обоснование. А «Метрогипротранс» перепоручил разработку ТЭО своему бакинскому филиалу («Бакметропроект»).
В 1974 году бакинцы разработали новый вариант ТЭО. Причём основные положения «Новосибгражданпроекта» остались. 24 апреля 1975 года новую редакцию обоснования утвердило российское правительство, а в июне «Бакметропроект» приступает к разработке технического проекта первой очереди метрополитена.
Проект первой очереди метрополитена протяжённостью 13,1 км с одиннадцатью станциями был утверждён Советом Министров РСФСР 12 декабря 1978 года, а в союзном Совете Министров — месяцем ранее. В пусковой комплекс метрополитена вошёл участок Ленинской линии протяжённостью 8,5 км с пятью станциями, метромост с эстакадами через Обь, электродепо и инженерный корпус.
30 марта 1981 года, уже после начала строительства, Совет Министров СССР выпустил постановление № 312, на основании которого институтом «Новосибметропроект» была разработана и утверждена правительством откорректированная «Генеральная схема развития метрополитена», по которой Новосибирский метрополитен состоит из пяти линий общей протяжённостью 91,4 км.

## Строительство первой очереди

### 1979—1986 годы. Строительство и пуск первого участка
15 января 1979 года на основании приказа МПС СССР появляется Дирекция строящегося Новосибирского метрополитена (ныне МУП «УЗСПТС»), ставшая заказчиком строительства и обеспечивавшая финансирование объекта. Через месяц, в марте, приезжают первые метростроители от «Ташметростроя», на базе которого в городе был создан строительный участок (предшественник «Новосибирскметростроя»). В том же месяце в Новосибирске был организован свой институт по проектированию метрополитенов, «Новосибметропроект».
Датой начала строительства считается 12 мая 1979 года. В этот день состоялся торжественный митинг (в районе будущей «Октябрьской»), посвящённый началу возведения метрополитена, на котором была забита первая свая. С начала 1980 года начались работы по первому участку Дзержинской линии, включавшему две станции: «Вокзальная» (ныне «Площадь Гарина-Михайловского») и «Нарымская» (ныне «Сибирская»). С августа метростроители приступили к сооружению метромоста.
В том же 1980 году на перегоне станций «Октябрьская» — «Площадь Ленина» началась проходка тоннелей. 19 июня 1981 года на этом участке состоялась первая сбойка. 21 апреля 1982 года выходит приказ № 49-ор Министерства транспортного строительства, согласно которому Дирекция в дальнейшем располагалась в городе Новосибирске и реорганизовывалась в Управление строительства Новосибирского метрополитена под названием «Новосибирскметрострой». 30 июня 1984 года, согласно приказу № 2232 МПС СССР было создано управление строящегося Новосибирского метрополитена.
Первым его начальником стал Герой Социалистического труда Юрий Лелеков. В конце 1984 года ему было поручено набрать эксплуатационные подразделения метрополитена. А в следующем году по его инициативе «Главметрополитен» МПС СССР закрепил в порядке шефства над строящимся младшим сибирским собратом Харьковский метрополитен. В ночь 5 декабря 1985 года от электродепо до «Октябрьской» с помощью мотодрезин прошёл первый холодный состав с вагоном № 9872. 16 декабря был завершён монтаж контактного рельса, а 19 декабря пробный поезд прошёл по всему участку метрополитена 28 декабря 1985 года Новосибирский метрополитен принят в эксплуатацию Государственной комиссией. После чего началась технологическая доработка режима движения метрополитена. Работники все эти дни «катали» всех желающих горожан. К дню официального открытия порядка 100 тысяч человек прокатились в метро.
7 января 1986 года метрополитен официально открывает свои двери для пассажиров.

### 1986—1992 годы. Сдача первой очереди
Одновременно с окончанием работ и последующей сдачей первого участка, в 1985 году начинаются подготовительные, а в 1986 году — строительные работы на станции «Площадь Маркса». В последующие два года начинают строиться ещё две станции Ленинской линии — «Гагаринская» и «Заельцовская». Все три станции планировалось сдать в 1990 году, однако в связи с происходившими в то время изменениями в стране, начавшимися перебоями с финансированием и поставками материалов выполнить эту задачу не удалось.
31 декабря 1987 года в торжественной обстановке запущен первый участок Дзержинской линии из двух станций — «Сибирской» и «Площадь Гарина-Михайловского». 26 июля 1991 года принимается в эксплуатацию станция «Площадь Маркса», а 2 апреля 1992 года — станции «Гагаринская» и «Заельцовская».. С пуском последних завершилось строительство объектов первой очереди Новосибирского метрополитена. 14 сентября 1992 года появилось постановление № 737 мэра Новосибирска о создании на базе управления метрополитена одноимённого эксплуатирующего предприятия, МУП «Новосибирский метрополитен». А департамент по управлению имуществом мэрии Новосибирска стал учредителем этого предприятия. Постановлением № 1069 мэра Новосибирска от 23.12.1992 был зарегистрирован Устав АООТ «Управление строительства „Новосибирскметрострой“».

## Последующее строительство
В начале 1990-х началось постепенное продление Дзержинской линии на восток. Подготовительные работы начали в конце 1980-х годов. Так, в 1988 году убрали дублирующий трамвай — вначале с улицы Гоголя, а в 1992 году — и с улицы Кошурникова. К собственно строительству трёх станций (протяжённость участка 4,82 км) на линии приступили в 1990 году. Первоначально планировали построить пусковой участок протяжённостью 2,25 км к столетию города (1993 год), однако в связи с недостатком финансирования, кризисом в стране эти планы так и остались на бумаге. В 1996 году в ходе своей предвыборной кампании Борис Ельцин даже обещал выделить средства на строительство метрополитена. Однако и эти обещания так и остались не выполнены.
Следующая станция Дзержинской линии — «Маршала Покрышкина» была введена в эксплуатацию только 28 декабря 2000 года. А вместе с ней был запущен в эксплуатацию правый перегонный 1,58 километровый тоннель — до станции «Площадь Гарина-Михайловского». Следующая же станция, «Берёзовая роща», появилась только ещё через 5 лет, к 25 июня 2005 года. А строительство второго (правого) тоннеля завершилось ещё почти через два года, уже после её открытия, и полноценное кольцевое движение было открыто 23 июня 2007 года.
7 октября 2010 года открыли станцию «Золотая Нива»(и 26 октября она была закрыта судом — на 30 суток, якобы в связи с конструкционными проблемами). Инициатива по закрытию станции принадлежала Ростехнадзору. Станция с самого начала была открыта в усеченном виде — с одним перегонным тоннелем, правым. Повторно станцию открыли только 9 февраля 2011 года. А на протяжении 2012 года выполнялись отделочные и строительные работы по вестибюлю № 1 (входы 2, 4), а также строились оставшиеся входы на поверхность (№ 1 и № 3). С 21 декабря 2012 года Золотая Нива работает в полную мощность, но с одним тоннелем.
В преддверии Молодёжного чемпионата по хоккею 2023 года совместно с началом строительства нового Ледового дворца спорта вблизи недостроенной станции «Спортивная», было принято решение о её возведении. Она должна расположиться на эстакаде метромоста между станциями «Студенческая» и «Речной вокзал» в левобережной части города и иметь береговые платформы, а также быть закрытого типа. В августе 2019 года были начаты работы по расчистке площадки под станцию, а в декабре того же года было начато само строительство. Первоначально, станцию планировали сдать в эксплуатацию в августе 2022 года совместно с новым ЛДС. Впоследствии, дату открытия перенесли на июнь 2023 года.